# 桜井画門
桜井 画門（さくらい がもん）は、日本の漫画家。男性。東京都出身。

## 来歴
アフタヌーン四季賞において2006年の冬に佳作、2008年の冬には「亜空耳」で四季大賞を受賞。2012年7月から2021年2月まで『good!アフタヌーン』において『亜人』を連載。第0話から第5話までは三浦追儺がネームを含む原作を担当し、桜井は作画のみを行っていたが、第6話からは作画と原作を担当。桜井は三浦が「原作を降りる決断の真意はよく知らないものの、やむにやまれぬ事情があった」と考え、ケンカ別れを否定している。
また、「GGGGGGGGGG」（単行本の表記は「G-10」）の名義で成人向け作品も執筆している。『モーニング』・『アフタヌーン』・『イブニング』誌の共同サイト（モアイ）の著者プロフィール欄においてこの件について書こうとしたところ講談社の編集から止められたとのこと。
2024年から2025年まで『good!アフタヌーン』にて『THE POOL』を短期集中連載として連載。

## 人物
掲載誌「美少女革命・極」vol.15のインタビュー記事で、影響を受けた漫画家に大友克洋・岩明均・皆川亮二・上山徹郎・江川達也、成人向け漫画家だとゼロの者を挙げている。
XBOXの「HALO」シリーズが好きなゲームであることをウェブログのプロフィールにて明言している。漫画の中においてもHALOに関係する用語がたびたび登場し、公式ブログでもFPSゲームやTPSゲームに言及することもある。
マンガ作品のアニメ化、実写化については「規模の大きな同人誌」という感覚であり、「キャラのイメージが崩れるから嫌だ」などの感想は持ったことがない。原作に似ていないという理由だけでアニメや実写がつまらないということにはならないとの考えを持ち、それぞれを好きな人が楽しめればいいとのこと。桜井にとって「他人の作品」であるアニメや実写には一切関わっていないと公言している。

## 作品リスト

### 連載
- 亜人（『good!アフタヌーン』23号[5] - 2021年3号[6]、全17巻）
- THE POOL（『good!アフタヌーン』2024年3号[9] - 2025年9号[10]） - 短期集中連載[10]

### 読み切り
- コウリンズ 他1編（『月刊アフタヌーン』2007年4月号付録小冊子『アフタヌーン四季賞PORTABLE』Vol.5） - アフタヌーン四季賞2006年冬のコンテスト佳作[3]
- 亜空耳（『月刊アフタヌーン』2009年6月号付録小冊子『アフタヌーン四季賞PORTABLE』Vol.13） - アフタヌーン四季賞2008年冬のコンテスト四季大賞[4]
- 青春月刊少年マガジン〜編集T田について〜（『月刊少年マガジン』2025年5月号[11]）

### 成年コミック
- 自発あるいは強制羞恥 - G-10名義 (一水社、2012年2月27日) ISBN 978-4-86416-105-3